# Glypta picea
Glypta picea är en stekelart som beskrevs av Dasch 1988. Glypta picea ingår i släktet Glypta och familjen brokparasitsteklar. Inga underarter finns listade i Catalogue of Life.